# 172e division d'infanterie
La 172e division de réserve (en allemand : 172. Reserve-Division ou 172. ResDiv.) est une des divisions de réserve de l'armée allemande (Wehrmacht) durant la Seconde Guerre mondiale.

## Historique
- 26 octobre 1939 : La division est formée à Wiesbaden en Allemagne dans le Wehrkreis XII, en tant que division de l'Armée de remplacement sous le nom de Kommandeur der Ersatztruppen XII
- Fin d'octobre 1939 : L'état-major prend le nom de Kommandeur der Ersatztruppen 1./XII
- 3 novembre 1939 : L'état-major prend le nom de Division Fischer
- 23 décembre 1939 : L'état-major prend le nom de Division Nr. 172
- 23 novembre 1944 : Avec son reclassement en armée de réserve, la division prend le nom de 172. Reserve-Division

## Organisation

### Commandants
| Date                                 | Grade           | Commandant                |
| ------------------------------------ | --------------- | ------------------------- |
| 1er novembre 1939 - 31 décembre 1942 | Generalleutnant | Kurt Fischer              |
| 31 décembre 1942 - 10 juillet 1944   | Generalleutnant | Eberhard von Fabrice      |
| 10 juillet 1944 - 24 novembre 1944   | Generalleutnant | Helmuth Castorf           |
| 24 novembre 1944 - 14 janvier 1945   | Generalleutnant | Richard von Schwerin (de) |
| 14 janvier 1945 - ? mars 1945        | Generalleutnant | Martin Baltzer (de)       |
| ? mars 1945 - 8 mai 1945             | Generalleutnant | Dr Hans Bölsen            |

## Théâtres d'opérations
- Allemagne : novembre 1939
- Pologne : novembre 1939 - septembre 1940
- Allemagne : septembre 1940 - novembre 1944
- Allemagne : novembre 1944 - mai 1945

## Ordres de bataille
Novembre 1944
- Reserve-Grenadier-Regiment 34
- Reserve-Grenadier-Regiment 36
- Reserve-Artillerie-Regiment 33
- Reserve-Flak-Bataillon 66
- Reserve-Heeres-Flakartillerie-Abteilung 278
- Reserve-Pionier-Bataillon 33
- Reserve-Pionier-Bataillon 34
- Reserve-Pionier-Bataillon 172
- Reserve-Nachrichten-Kompanie 172

Décembre 1943
- Grenadier-Ersatz-Regiment 34
- Grenadier-Ersatz-Regiment 36
- Artillerie-Ersatz-Regiment 33
- Fla-Ersatz- und Ausbildungs-Bataillon 66
- Heeres-Flakartillerie-Ersatz- und Ausbildungs-Abteilung 278
- Aufklärungs-Ersatz-Abteilung 6
- Panzerjäger-Ersatz-Abteilung 33
- Pionier-Ersatz- und Ausbildungs-Bataillon 33
- Pionier-Ersatz- und Ausbildungs-Bataillon 34
- Brückenbau-Ersatz- und Ausbildungs-Bataillon 4
- Bau-Ersatz-Bataillon 12
- Kraftfahr-Ersatz- und Ausbildungs-Abteilung 12
- Kraftfahr-Ersatz- und Ausbildungs-Abteilung 36
- Fahr-Ersatz- und Ausbildungs-Abteilung 12
- Landesschützen-Ersatz-Bataillon 12
- Technisches Ersatz- und Ausbildungs-Bataillon 2

Avril 1942
- Schützen-Ersatz-Regiment 12
- Infanterie-Ersatz-Regiment 34
- Infanterie-Ersatz-Regiment 36 (motorisiert)
- Infanterie-Ersatz-Regiment 112 (avant juin 1942)
- Infanterie-Ersatz-Regiment 246 (après juin 1942)
- Artillerie-Ersatz-Regiment 33
- Fla-Ersatz-Bataillon 66
- Heeres-Flakartillerie-Ersatz-Abteilung 278
- Panzer-Ersatz-Abteilung 100
- Kavallerie-Ersatz-Abteilung 6
- Panzerjäger-Ersatz-Abteilung 33
- Pionier-Ersatz-Bataillon 33
- Pionier-Ersatz-Bataillon 34
- Pionier-Lehr-Bataillon für schweren Brückenbau
- Bau-Ersatz-Bataillon 12
- Kraftfahr-Ersatz-Abteilung 12
- Fahr-Ersatz-Abteilung 12
- Landesschützen-Ersatz-Bataillon 12

Septembre 1940
- Infanterie-Ersatz-Regiment 33
- Infanterie-Ersatz-Regiment 34
- Infanterie-Ersatz-Regiment 36
- Grenz-Infanterie-Ersatz-Regiment 125
- Artillerie-Ersatz-Regiment 33
- Kavallerie-Ersatz-Abteilung 6
- Panzerjäger-Ersatz-Abteilung 33
- Pionier-Ersatz-Bataillon 33
- Kraftfahr-Ersatz-Abteilung 12
- Fahr-Ersatz-Abteilung 12

Mars 1940
- Infanterie-Ersatz-Regiment 33
- Infanterie-Ersatz-Regiment 34
- Infanterie-Ersatz-Regiment 36
- Grenz-Infanterie-Ersatz-Regiment 125
- MG-Ersatz-Batailon 14
- Artillerie-Ersatz-Regiment 33
- Kavallerie-Ersatz-Abteilung 6
- Panzerjäger-Ersatz-Abteilung 33
- Pionier-Ersatz-Bataillon 33
- Kraftfahr-Ersatz-Abteilung 12